# Morgan Betorangal
Morgan Betorangal (Nanterre, 25 agosto 1988) è un ex calciatore francese naturalizzato ciadiano, di ruolo centrocampista.

## Carriera

### Nazionale
Ha esordito in nazionale nel 2012.

## Palmarès

### Club

#### Competizioni nazionali
- Campionato lussemburghese: 1

F91 Dudelange: 2013-2014